# Члены-учредители Русского географического общества

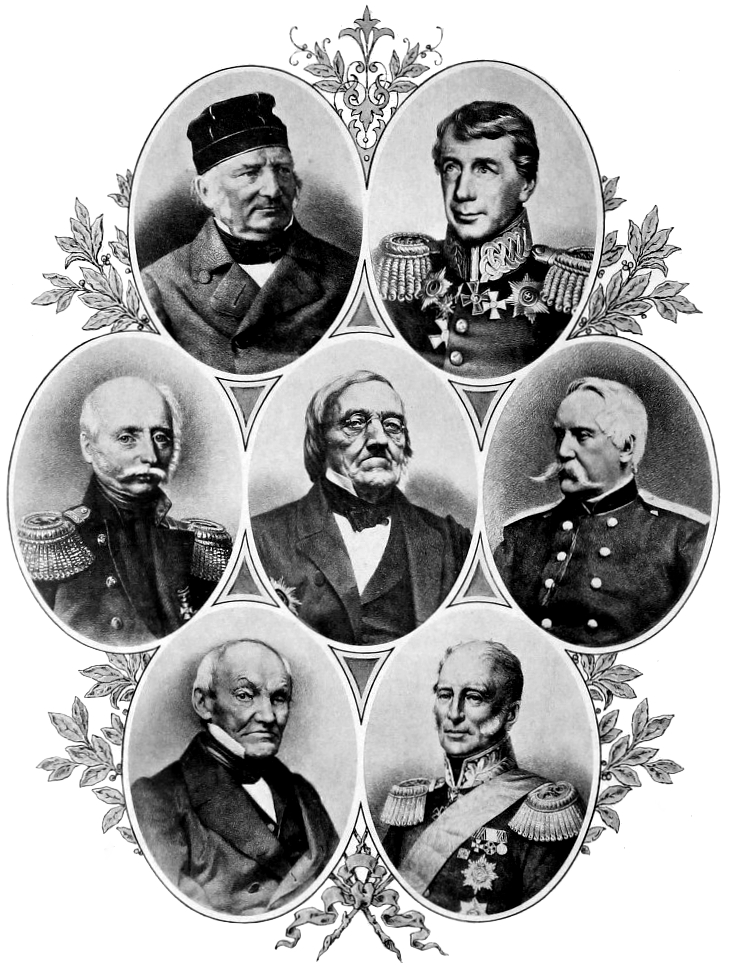
Члены-учредители РГО

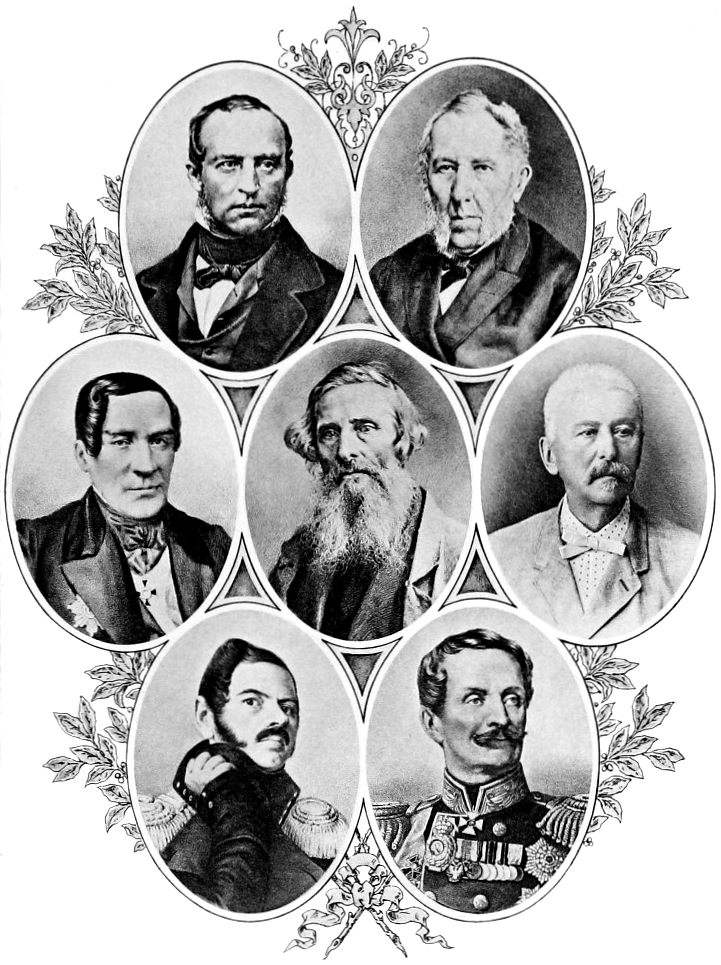
Члены-учредители РГО

Членами-учредителями Русского географического общества были 17 человек.
Список членов-учредителей Русского географического общества:
- Арсеньев, Константин Иванович (1789—1865), академик. Географ, историк, статистик.
- Берг, Фёдор Фёдорович (1793—1874), граф, генерал-фельдмаршал. Генерал-губернатор Финляндии. Последний наместник Царства Польского. Почётный президент Николаевской военной академии. Член Государственного Совета Российской Империи.
- Бэр, Карл Максимович (1792—1876), академик. Один из основоположников эмбриологии и сравнительной анатомии, президент Русского энтомологического общества.
- Врангель, Фердинанд Петрович (1795—1870), барон, адмирал. Полярный исследователь, управляющий Морским министерством.
- Вронченко, Михаил Павлович (1801—1852), генерал-майор. Востоковед, географ, военный топограф и геодезист, кадровый разведчик Российской армии, прозаик и поэт-переводчик.
- Гельмерсен, Григорий Петрович (1803—1885), барон, генерал-лейтенант, академик. Основоположник русской школы геологической картографии, горный инженер, директор Горного института.
- Даль, Владимир Иванович (1801—1872), член-корреспондент академии наук. Этнограф, врач, писатель и лексикограф, составитель «Толкового словаря живого великорусского языка».
- Кёппен, Пётр Иванович (1793—1864), академик. Учёный-энциклопедист: написал труды по истории, географии, этнографии, демографии и статистике.
- Крузенштерн, Иван Фёдорович (1770—1846), адмирал. Руководитель первого российского кругосветного плавания.
- Лёвшин, Алексей Ираклиевич (1799—1879), государственный деятель. Член Государственного Совета Российской империи.
- Литке, Фёдор Петрович (1797—1882), граф, адмирал. Президент Академии наук, член Государственного Совета Российской империи.
- Муравьёв-Виленский, Михаил Николаевич (1796—1866), граф, генерал от инфантерии. Министр государственных имуществ, член Государственного Совета Российской империи.
- Одоевский, Владимир Фёдорович (1803—1869), князь. Писатель, философ, музыковед и музыкальный критик, общественный деятель.
- Перовский, Василий Алексеевич (1794—1857), граф, генерал от кавалерии.
- Рикорд, Пётр Иванович (1776—1855), адмирал. Путешественник, учёный, дипломат, писатель, кораблестроитель, государственный и общественный деятель.
- Струве, Василий Яковлевич (1793—1864), астроном. Основатель и директор Пулковской обсерватории.
- Чихачёв, Платон Александрович (1812—1892), путешественник по Америке и участник Хивинской экспедиции.